# Dicranota emarginata
Dicranota (Ludicia) emarginata là một loài ruồi trong họ Pediciidae. Chúng phân bố ở vùng sinh thái Palearctic.